# Deadache
Deadache is het vierde studioalbum van de Finse hardrockband Lordi, dat in Finland uitgegeven is op 29 oktober 2008. Net zo als het vorige album had Lordi ook nu zijn kostuums aangepast. Deadache is uitgegeven in meer dan 30 verschillende landen. Om het album te promoten was er een "release party" in de Tavastia Club te Helsinki op 31 oktober 2008 (Halloween). Naast de cd Deadache kwam onder dezelfde titel een single uit. Lordi maakte deze cd nadat Europese fans geklaagd hadden dat op de Japanse promo-cd Deadache een extra lied stond, namelijk "Where is the dragon?". Daarom bracht Lordi in Europa de single Deadache uit, met daarop de songs "Deadache" en "Where is the dragon?".
Lordi begon met de opname van Deadache op 7 mei 2008. Voor dit album hadden ze 60 demo's waarvan ze 15 liedjes (inclusief bonustracks) opgenomen hebben. De opnames werden beëindigd in juni, daarna gingen ze op tour.

## Stijl
Deadache is een melodisch hardrock album, maar het bevatte meer horror-thema's dan Lordi's vorige albums. Het album bevatte ook meer keyboard dan The Arockalypse, het liedje "The Rebirth Of The Countess" is gemaakt door Awa en bevat een volledig Frans gesproken tekst. Het liedje "Missing Miss Charlene" bevat een kinderkoor dat al opgenomen was in 1986, featuring een jongen van 12 jaar oud dat toevallig Tomi Putaansuu heet. 
De intro van  "The Devil Hides Behind Her Smile" is een cover van "The Phantom of the Opera".

## Lijst van nummers
Er zijn vijf verschillende versies van het album, iedere versie is uitgegeven door een andere platenmaatschappij en bevat verschillende bonusnummers. Het liedje "The House" is uitgegeven op de Finse versie, het is een cover van de Finse rockband Dingo.
1. Scarctic Circle Gathering IV
2. Girls Go Chopping
3. Bite it like a buldog, single vanaf 3 september 2008
4. Monsters Keep Me Company
5. Man Skin Boots
6. Dr. Sin Is In
7. The Ghosts of the Heceta Head
8. Evilyn
9. The Rebirth of the Countess
10. Raise Hell in Heaven
11. Deadache, single vanaf 2 december 2010
12. The Devil Hides Behind Her Smile

Bonusnummers
| 14.                | Dead Bugs Bite | Mr. Lordi, Lipp | Mr. Lordi | 3:48 |
| Totale duur: 49:55 |                |                 |           |      |

| 14.                | Hate At First Sight | Mr. Lordi, Lipp | Amen, Kita | 3:33 |
| Totale duur: 49:40 |                     |                 |            |      |

| 14.                | The House | Mr. Lordi, Lipp (Original lyrics by Neumann) | Neumann | 4:15 |
| Totale duur: 50:22 |           |                                              |         |      |

| 14.                | Where's The Dragon      | Mr. Lordi, Lipp | Kita, OX, Lipp | 3:01 |
| 15.                | Beast Loose In Paradise | Mr. Lordi       | Mr. Lordi      | 3:10 |
| Totale duur: 52:18 |                         |                 |                |      |

### Japanse bonus-dvd
Bij de Japanse versie van Deadache is er een bonus-dvd uitgegeven, het bevat de volgende video's:
- "Would You Love a Monsterman?" (2002)
- "Devil Is a Loser" (2003)
- "Blood Red Sandman" (2004)
- "Hard Rock Hallelujah" (2006)
- "Who's Your Daddy?" (2006)
- "Would You Love a Monsterman 2006" (2006)
- "It Snows in Hell" (2006)
- "Bite It Like a Bulldog" (2008)